# دوک‌نشین تشن
دوک‌نشین تشن (آلمانی: Herzogtum Teschen) یا دوک‌نشین چیشن یک دوک‌نشین در سیلزی علیا بود که در سال ۱۲۸۱ ایجاد شده بود. این دوک‌نشین که مرکز آن شهر چیشن بوده امروزه جزئی از کشور لهستان و جمهوری چک است.